# Liabum amplexicaule
Liabum amplexicaule là một loài thực vật có hoa trong họ Cúc. Loài này được Poepp. mô tả khoa học đầu tiên năm 1843.